# Beiaard Wereld Federatie
De Beiaard Wereld Federatie (BWF) (in het Frans: Fédération Mondiale du Carillon, Engels: World Carillon Federation) is een internationale koepel van organisaties die zich bezighouden met beiaarden, oftewel carillons oftewel klokkenspelen.
De BWF hanteert een definitie van beiaard, waar niet alle carillons aan voldoen:
"Een beiaard is een muziekinstrument bestaande uit gestemde bronzen klokken en bespeelbaar door middel van een stokkenklavier. Alleen beiaarden van ten minste 23 klokken komen in aanmerking. Instrumenten bestaande uit 15 t/m 22 klokken en gebouwd vóór 1940 mogen worden aangeduid als 'historische beiaarden'."
De Federatie houdt op het wereldwijd web een uitgebreide lijst bij van beiaarden over de hele wereld. Het is de bedoeling dat alle beiaarden die aan hullie voorwaarden voldoen op deze lijst staan.
De lidorganisaties, meest verenigingen en meestal per land georganiseerd, bevinden zich in drie werelddelen. In het kerngebied van de beiaarden en carillons, de Nederlanden en omringende landen, zijn de volgende organisaties bij de BWF aangesloten:
- British Carillon Society (BCS) ( Verenigd Koninkrijk)
- Association Campanaire Wallonne (ACW) ( België)
- Vlaamse Beiaard Vereniging (VBV) ( België)
- Deutsche Glockenspiel Vereinigung (DGV) ( Duitsland)
- Guilde des Carillonneurs de France (GCF) ( Frankrijk)
- Nederlandse Klokkenspel Vereniging (NKV) ( Nederland)
- The Guild of Carillonneurs in North America (GCNA) ( Verenigde Staten en  Canada)